# Fallopia cilinodis
Fallopia cilinodis là một loài thực vật có hoa trong họ Rau răm. Loài này được (Michx.) Holub mô tả khoa học đầu tiên năm 1971.